# トリンキュロー (衛星)
トリンキュローまたはトリンキュロまたはトリンクロー (Uranus XXI Trinculo) は、天王星の第21衛星である。

## 発見と命名

### 発見
トリンキュローは2001年8月13日に、マシュー・J・ホルマン、ジョン・J・カヴェラーズらによりセロ・トロロ汎米天文台の望遠鏡を用いて発見された。発見後すぐには公表されず、しばらくの間追加観測が続けられた。カヴェラーズはその後8月25日にカナダ・フランス・ハワイ望遠鏡を用いて再びこの天体の撮影に成功している。さらに、パロマー天文台のヘール望遠鏡を用いて9月21日に取得された画像や、VLTを用いて11月15日に取得された画像の中からもブレット・J・グラドマンらによって発見された。これら一連の観測を経て、翌2002年9月30日になって、国際天文学連合および小惑星センターのサーキュラーで発見が公表され、S/2001 U 1 という仮符号が与えられた。
なお、ほぼ同時期に別の天王星の衛星ファーディナンドが発見されており、さらに同時に撮影した写真の中から2003年になってフランシスコが発見されている。

### 命名
その後2003年8月8日に、ウィリアム・シェイクスピアの戯曲『テンペスト』に登場する人物に因んで命名され、Uranus XXI という確定番号が与えられた。
トリンキュローという名前は、ウィリアム・シェイクスピアの戯曲『テンペスト』に登場する、主人公プロスペローを放逐した政敵の一味に同行し乗船していた道化師トリンキュローにちなんで付けられた。
同時に流れ着いたステファノーとは友人関係で、彼ほど重症ではないが酒好き。ステファノー、キャリバンと共に悪巧みに荷担するが、結局のところ振り回されるだけの正に道化師役である。

## 特徴

天王星周りの不規則衛星の軌道のアニメーション。緑色がトリンキュローである。
天王星·
シコラクス·
フランシスコ·
キャリバン·
ステファノー·
トリンキュロー

内衛星群と異なり軌道も比較的傾いており（他の外衛星群の中では比較的低い）、逆行軌道を持つ不規則衛星である。恐らく他の不規則衛星と同じく、天王星に捕獲された天体だと考えられる。